# Симфонизм

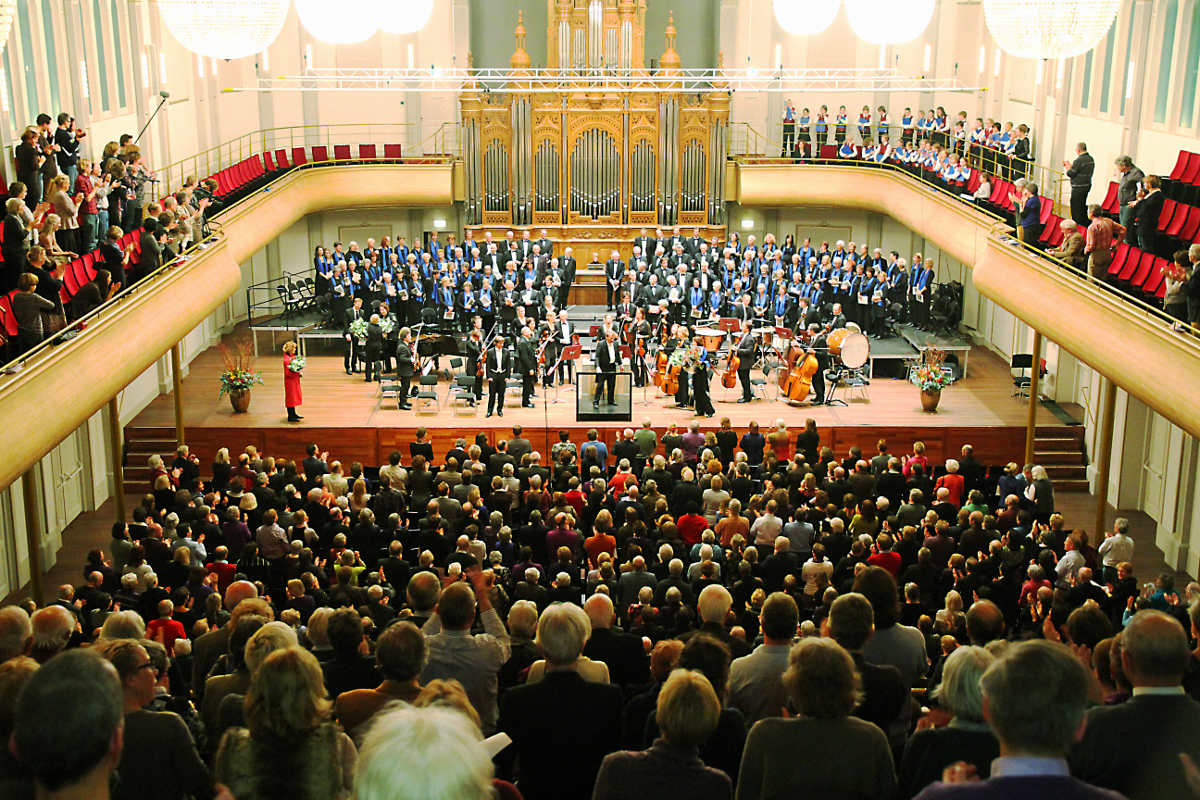
Concertkoor Haarlem в Концертном зале филармонии в Харлеме

Симфони́зм (производное от симфония, от греч. συμφωνία — «созвучие») — творчество в области симфонической музыки.
В советском и постсоветском музыковедении в широком смысле симфонизм трактуется как философско-диалектическое отражение действительности в художественном произведении, в более узком — как метод создания музыкальных произведений, основанный на глубоком и всестороннем раскрытии их художественного замысла, драматургии. 
В западном музыковедении понятие «симфонизм» чаще всего употребляется для описания совокупности характерных черт симфонической музыки как жанра в целом, или симфонического творчества какого-либо композитора в частности. В западных исследованиях встречается и употребление понятия «симфонизм» в общепринятом для российского музыковедения смысле, чаще всего в работах авторов, рассматривающих творчество советских и постсоветских композиторов и теоретиков.
Симфонизм можно понимать как максимальную гармонию и сочетание в самом широком смысле, и не только в музыке.

## История возникновения термина
Слово «симфонизм» как производное от слова «симфония» впервые употребил русский музыкальный критик А. Н. Серов, но ввёл это понятие в музыковедческое обращение и тщательно его разработал академик Б. В. Асафьев, согласно которому: «…симфонизм есть раскрытие художественного замысла с помощью последовательного и целеустремленного музыкального развития, включающего противоборство и качественное преобразование тем и тематических элементов…»
В качестве определённого эквивалента термина «симфонизм», в английском языке используется иногда понятие «symphonic process» («симфонический процесс»).
Симфонизм — категория историческая, прошедшая долгий процесс образования, активизировавшийся во времена просветительского классицизма в связи с кристаллизацией сонатно-симфонического цикла и характерных для него форм. В этом процессе сыграла особую роль венская классическая школа.

## Область применения
Как это следует из самого его определения, понятие «симфонизм» относится отнюдь не к одной лишь только музыке, написанной для исполнения симфоническим оркестром, но имеет в музыкальном искусстве область применения гораздо более широкую, связанную, в первую очередь, с идейно-содержательной стороной любого музыкального произведения, независимо от того, для какого состава исполнителей оно написано.
Таким образом, основными признаками и внутренними качествами симфонизма должны обладать все произведения, относящиеся к области симфонической музыки.
Эти плодотворные идеи Б. В. Асафьева легли в основу дальнейших исследований, связанных с вопросами симфонизма.